# Берово (община)
Община Берово (мак. Општина Берово) — община в Північній Македонії. Адміністративний центр — містечко Берово. Розташована в східній частині Македонії, Східний статистично-економічний регіон, з населенням 13 941 мешканців, які проживають на площі — 598,07 км².
Община межує з Сербією та з іншими общинами Македонії:
- з півночі →  общини Пехчево, Делчево и Виница
- з південного заходу → община Василево;
- з півдня → общини Босилово і Ново-Село;
- із заходу → община Радовиш;
- зі сходу →  громада Струм'яни Благоєвградської області Болгарії.

Етнічний склад общини:
- македонці — 13 335 — 95,7%
- серби — 459 — 3,3%
- інші групи — 147  — 1,1%

## Населені пункти
Общині підпорядковані 9 населених пунктів (громад):
- Берово
- Будинарці
- Владимирово
- Двориште
- Мачево
- Митрашинці
- Ратево
- Русиново
- Смоймирово